# All the Little Animals
Pour plus de détails, voir Fiche technique et Distribution.
All the Little Animals est un film britannique réalisé par Jeremy Thomas, sorti en 1998 et fondé sur le roman du même nom de Walker Hamilton. L'année de sa sortie, le film apparaît dans la sélection Un certain regard du festival de Cannes.

## Synopsis
Le film se concentre sur l'histoire de Bobby Platt (Christian Bale) qui tente d'échapper à son beau père Bernard De Winter, surnommé "Le Gros" et interprété par Daniel Benzali et qui a profité du décès de la mère de Bobby pour affirmer sa cruauté et son emprise psychologique sur celui-ci, dans le but notamment de s'approprier l'héritage qui lui revient de droit.

## Fiche technique
- Titre : All the Little Animals
- Réalisation : Jeremy Thomas
- Scénario : Eski Thomas d'après le livre de Walker Hamilton
- Photographie : Mike Molloy
- Musique : Richard Hartley
- Pays d'origine : Royaume-Uni
- Genre : Drame et aventure
- Date de sortie : 1998

## Distribution
- John Hurt : M. Summers
- Christian Bale : Bobby Platt
- Daniel Benzali : Bernard « The Fat » De Winter
- James Faulkner : M. Stuart Whiteside